# Contea di Little River
La contea di Little River, in inglese Little River County, è una contea dello Stato dell'Arkansas, negli Stati Uniti. La popolazione al censimento del 2000 era di 13 628 abitanti. Il capoluogo di contea è Ashdown.

## Storia
La contea di Little River fu costituita nel 1867.